# Stand by Me (Ben E. King)
Stand by Me is een lied uit 1961 gezongen door de Amerikaanse zanger Ben E. King. Het is geschreven door Ben E. King, Jerry Leiber en Mike Stoller en is gebaseerd op een gospel-lied "Stand by Me Father" uit 1959 van The Soul Stirrers met de nieuwe lead-zanger Johnny Taylor. "Stand by Me" is na de eerste uitgave vaak gecoverd, maar geen enkele uitgave evenaarde het succes van het origineel.
Het lied dient niet te worden verward met het gelijknamige gospellied uit 1905 van Charles Albert Tindley.

## Achtergrond
Oorspronkelijk schreef King het nummer voor The Drifters, maar die groep besloot uiteindelijk om het nummer niet op te nemen. Toen Ben E. King in de studio het nummer Spanish Harlem opgenomen had, vroeg zijn producer of hij nog nummers had. De producer was enthousiast en "Stand by Me" werd onmiddellijk opgenomen.
In 1961 werd het nummer voor de eerste keer uitgebracht. In 1987 volgde een tweede uitgave naar aanleiding van de gelijknamige film. Zowel de eerste als de tweede keer haalde het nummer de top tien in de Amerikaanse hitlijsten.
"Stand by Me" werd door heel wat bekende artiesten gecoverd onder wie Jimmy Hendrix,Ry Cooder, Ike & Tina Turner, Otis Redding, John Lennon, Aaron Neville, The Fugees, Pennywise, The Searchers, Bruce Springsteen, Maurice White, Green Day, U2 en Florence and the Machine, Muhammad Ali, Seal en Tracy Chapman. In 1998 bracht de Amerikaanse familieband 4 the Cause een R&B-cover van het nummer, die vooral in Europa en Oceanië een grote hit werd. In het Verenigd Koninkrijk werd bijvoorbeeld de 12e positie gehaald, in Wallonië en Zweden de 6e, in Frankrijk de 14e, in Australië de 8e, in Nieuw-Zeeland de 3e, in Ierland, Duitsland en Oostenrijk de 2e en in Zwitserland zelfs de 1e. In de Nederlandse Top 40 haalde deze versie de 6e positie en in Vlaanderen de 4e positie in de Tipparade.

## Hitnoteringen

### NPO Radio 2 Top 2000
| Nummer met noteringen in de NPO Radio 2 Top 2000 | '99 | '00 | '01 | '02 | '03  | '04 | '05 | '06 | '07 | '08 | '09  | '10  | '11 | '12  | '13 | '14  | '15 | '16 | '17 | '18 | '19 | '20 | '21 | '22  | '23  | '24  |
| ------------------------------------------------ | --- | --- | --- | --- | ---- | --- | --- | --- | --- | --- | ---- | ---- | --- | ---- | --- | ---- | --- | --- | --- | --- | --- | --- | --- | ---- | ---- | ---- |
| Stand by Me                                      | 320 | 620 | 538 | 962 | 1229 | 710 | 852 | 953 | 622 | 768 | 1218 | 1125 | 872 | 1173 | 982 | 1043 | 689 | 793 | 816 | 669 | 856 | 901 | 973 | 1083 | 1132 | 1200 |

1. ↑  Een vetgedrukt getal geeft de hoogste notering aan.